# Harald Scheid
Harald Scheid (* 6. Mai 1939 in Bad Kreuznach) ist ein deutscher Mathematiker, emeritierter Hochschulprofessor an der Bergischen Universität in Wuppertal und Autor zahlreicher mathematischer Fachliteratur und Lehrbücher. Neben seiner Arbeit zur Mathematikdidaktik lag der Schwerpunkt seiner mathematischen Arbeit auf dem Gebiet der Zahlentheorie.

## Leben
Harald Scheid studierte von 1958 bis 1964 Mathematik und Physik an der Johannes-Gutenberg-Universität Mainz. Er promovierte von 1964 bis 1966 unter Hans Rohrbach und Bruno Müller mit dem Thema Arithmetische Funktionen über Halbordnungen. Es folgte am 23. Dezember 1970 die Habilitation in Mathematik, wo er bis zum 31. März 1971 den Lehrstuhl für Mathematik in Mainz hielt. In der Zeit seiner Habilitation in Mainz beschäftigte sich Scheid unter anderem mit den Faltprodukten zahlentheoretischer Funktionen. In einer Arbeit aus dem Jahr 1968 zeigte er, dass die Menge aller natürlichen Zahlen, in deren p-adischer Darstellung die Ziffer {\displaystyle p-1} nicht vorkommt, keine arithmetischen Progression der Länge {\displaystyle p} enthält. Seit 1974, zwei Jahre nach Gründung der Universität, leitete er den Lehrstuhl für Didaktik in der Mathematik an der Bergischen Universität in Wuppertal. Er war damit eines der Gründungsmitglieder des damals eigenständigen Fachbereichs Mathematik.
Scheid war beratend an der Entwicklung des mathematikdidaktischen Projektes MathePrisma beteiligt, welches 2001 den 1. Platz der Gesellschaft für Medien in der Wissenschaft erhielt. Harald Scheid wurde 2004 emeritiert.
Er wirkte als Autor und Herausgeber von über 50 Lehrbüchern, Lexika und Fachbüchern mit wie beispielsweise dem Schülerduden Mathematik.
Scheid ist verheiratet und Vater einer Tochter und eines Sohnes.

## Preise
- 2004: NaT-Working-Preis der Robert-Bosch-Stiftung[9]

## Publikationen (Auswahl)
- Arithmetische Funktionen über Halbordnungen. II., in: Journal für die reine und angewandte Mathematik, Band 1968, S. 207–220, ISSN 1435-5345, doi:10.1515/crll.1968.232.207. (Promotionsarbeit)
- mit Wolfgang Schwarz: Elemente der Geometrie, Springer Spektrum, 2017, ISBN 978-3-662-50323-2.
- mit Andreas Frommer: Zahlentheorie, Springer Spektrum, 2013, ISBN 978-3-642-36835-6.
- mit Wolfgang Schwarz: Elemente der Linearen Algebra und der Analysis, Springer Spektrum, 2009, ISBN 978-3-8274-2255-2.
- Duden, Rechnen und Mathematik : das Lexikon für Schule und Praxis (Hrsg.) Meyers-Lexikonredaktion, Bibliographisches Institut Mannheim, 2000, ISBN 978-3-411-05346-9.
- Grundlagen der Mathematik für Studium und Lehramt, Bd.2, Algebraische Strukturen und Zahlenbereiche, AULA-Verlag, 2002, ISBN 978-3-89104-612-8.
- Schülerduden, Mathematik Teil: 1., Das Fachlexikon von A–Z für die 5. bis 10. Klasse, Duden, 2008, ISBN 978-3-411-04208-1.
- mit Dieter Kindinger: Schülerduden, Mathematik 1, Für das 5. bis 10. Schuljahr, Duden, 2004, ISBN 978-3-411-04207-4.
- mit Dieter Kindinger: Schülerduden, Mathematik 2, Duden, 2004, ISBN 978-3-411-04275-3.
- Abiturwissen Mathematik, Klett Verlag, Stuttgart 2013, ISBN 978-3-12-949161-4.
- Folgen und Funktionen: Einführung in die Analysis, Spektrum Akademischer Verlag, Heidelberg 1997, ISBN 978-3-8274-0014-7.
- mit Horst Hischer: Grundbegriffe der Analysis, Spektrum Akademischer Verlag, Heidelberg 1995, ISBN 978-3-8602-5498-1.
- mit Horst Hischer: Materialien zum Analysisunterricht, Herder, Freiburg/Basel/Wien 1982, ISBN 3-451-19086-9.